# Zöldterület-kezelés
A zöldterület-kezelés legfőbb célja parkok és kertek telepítése, gondozása és fenntartása. Ide tartozik még – többek között – a kertépítés, a kerttervezés, a növénytelepítés, a növényápolás, az automata öntözőrendszerek telepítése és karbantartása, a kertrekonstrukció és az egyéb kerti munkálatok. A zöldterület-kezelés másik két nagyon fontos célkitűzése a köz- és közösségi terek, épületek támogatása és a környezetvédelem.

## Közterületek és épületek környezetvédelme
A következő közterületeknél és épületeknél van szükség a fent felsorolt tevékenységekre:
- magánházaknál;
- bér- és társasházaknál az ingatlankezelőkkel együttműködve;
- köz- és közösségi épületeknél (pl. iskolák, kórházak, óvodák, közigazgatási épületek, templomok stb.);
- közterületeknél (pl. játszóterek, parkok, temetők stb.);
- autópálya, közlekedési pályák zöldesítésénél (pl. utak, vasúti és villamos vonalak, vízi utak, kikötők stb.);
- ipari és kereskedelmi épületeknél.

A külső és belső zöldfelületek gondozása is nagy szakértelmet igényel, így a fent említett területeken kívül az alábbi helyeken van szükség rendszeres növényápolásra:
- épületeknél (pl. tetőkertek, homlokzati növényzet, télikert stb.);
- sportpályáknál (pl. futball, golf stb.), játszótereknél, napozópázsitnál és egyéb szabadidős parkoknál;
- álló- és folyóvíznél (medencék, alternáló vizes területek, tavak, uszodák, csatornák, vízpályák, szennyvíztelep stb.);
- zaj, szél, erózió, vakítás elleni védő-, takarónövényzet.

## Munkálatok
A zöldterületek kezelése és gondozása előzetes terv alapján valósul meg, amelyet egy átfogó felmérés előz meg. Ennek során a szakemberek számba veszik az adott terület méreteit, kihasználtságát és a növények állapotát. Ez után megállapítják, hogy milyen növényvédő szerekre lesz szükség, gondoskodnak a tavaszi és őszi tápanyag-utánpótlásról, majd megszervezik a kertben összegyűlt hulladék elszállítását. A fontos teendők közé tartozik még az automata öntözőrendszerek tavaszi karbantartása és szezon végi téliesítése. A gyepfelületek gondozására is kétszer – tavasszal és ősszel – kerül sor. Ennél a feladatkörnél a szakemberek megakadályozzák a fű gyomosodását és a moha elterjedését.

### Kerttervezés
Színes, 2 dimenziós tervek készítése tervezőprogrammal és kézzel
- Koncepcióterv
- Öntözési terv
- Kiviteli terv
- Fenntartási terv
- Növénykiültetési terv

Látványtervek készítése
- 3D-s programmal
- Kézzel és tervezőprogrammal

### Kertépítés
- Automata öntözőrendszerek telepítése
- Kerti járólapok cseréje, lerakása
- Fa és fém padok telepítése
- Növénytelepítés
- Tereprendezés

### Kertgondozás
- Gépi gyepszellőztetés
- Gyeppótlás, fűmagvetés
- Tápanyag-utánpótlás
- Permetezés
- Növényvédelem
- Növénytelepítés
- Növényültetés
- Kerti padok, kerítések javítása és festése
- Automata öntözőrendszer vizsgálata, bővítése, programozása
- Mulcs terítése
- Kerti járólapok cseréje